# Fani Palli-Petralia
Fani Palli-Petralia (IPA: [ˈfani ˈpaɟi petraˈʎa]) (in greco: Φάνη Πάλλη - Πετραλιά; Atene, 10 agosto 1943) è una politica greca.
Ha una lunga militanza nelle file del partito Nuova Democrazia. È stata ministra del Turismo dal 2006 al 2007, nel governo Karamanlis I, e ministra per l'Occupazione e Protezione sociale dal 2007 al 2009, nel governo Karamanlis II.

## Biografia
È sposata con l'imprenditore Nikos Pallis, con interessi nel settore delle cartiere e materiale per ufficio. La coppia ha quattro figli: Alessandra, Elena, Dora e Iakovo.
È stata eletta deputato al parlamento greco per la prima volta nel 1985 e da quell'anno è stata rieletta continuamente e sempre distinguendosi per l'abbondante numero di voti rastrellati nel 2° collegio elettorale di Atene. Dal 1990 al 1993, sotto il governo di Costantino Mitsotakis, ricoprì l'incarico di viceministro per le attività sportive e, poco più tardi, di viceministro per la Sanità e Previdenze Sociali. Nel 2004 il presidente del consiglio, Kōstas Karamanlīs la nominò ministro suppletivo della Cultura e dal 2006 al 2007 ministro del Turismo. Nell'aprile del 2007 le fu affidato il dicastero dell'Occupazione e della Protezione Sociale in sostituzione del ministro dimissionario Vasilis Manginas.
Durante la sua permanenza al ministero del Turismo dovette affrontare la bufera scatenata dalla stampa britannica intorno alla tragica morte di due bambini inglesi, Robert Shepherd di 6 anni e sua sorella Christianne di 7, avvenuta nell'albergo Louis Corcyra Beach di Corfù nel novembre del 2006. Come appurato dall'inchiesta ordinata dalla stessa Petralia, la morte dei due bimbi fu causata dalle esalazioni di monossido di carbonio emanate dall'impianto di aria condizionata dell'albergo che non era stato sottoposto alla regolare manutenzione prescritta dalla legge. In seguito a queste conclusioni, la Petralia provvide a ritirare la licenza all'esercizio alberghiero di Corfù, placando così le voci apparse sulla stampa britannica che il governo greco cercava di insabbiare l'inchiesta per non compromettere lo sviluppo turistico nell'isola di Corfù. I nomi degli inquisiti non furono però resi noti alla stampa, essendo stato invocato per gli stessi il diritto alla privacy.